# Alan Price
Alan Price (Fatfield, 1942. április 19. –) angol zongorista, énekes, hangszerelő. A The Animals  alapító tagja volt 1962-63-ban. Később szólókarrierbe kezdett.

## Életpályája
Pályája kezdetén több együttesben is szerepelt (Kansas City Five, Seven or Nine, the Kontours, majd Alan Price Rhythm and Blues Combo). Graham Bond támogatásával létrejött az első komoly zenekara, The Animals.

### The Animals
Az együttes énekese Eric Burdon, billentyűse Alan Price volt. Az együttes legismertebb dala House of the rising sun volt. Híres slágereik voltak - többek között - a Don't let me be misunderstood, We gotta get out of this place (2011-től Grammy-díjas dal), It's my life és a  Don't bring me down.

## Szólópályán
Szólófelvételei közül néhány igen sikeres volt:
- The House That Jack Built
- Jarrow Song
- Good Day Sunshine (Beatles; Georgie Fame-mel)
- A Day In the Life (Beatles)
- Hi-Lili Hi-Lo
- Rosetta (Georgie Fame-mel)

## Díjai, elismerései
- 1974 Golden Globe nevezés az O Lucky Man!-ért
- 1974 BAFTA (Anthony Asquith Memorial Award) az O Lucky Man-ért[3]

## Diszkográfiája

### Studióalbumok
- The Price to Play (Decca) 1966
- A Price on His Head (Decca) 1967
- O Lucky Man! (Warner Bros.) 1973 – US no. 117,[6] AUS no. 34[7]
- Savaloy Dip (Reprise) 1974 (8 felvételt tartalmaz, visszaonták és csak 2016-ban publikálták) – (Omnivore Recordings) 2016[8]
- Between Today and Yesterday (Warner Bros.) 1974 – UK no. 9
- Metropolitan Man (Polydor) 1975
- Shouts Across the Street (Polydor) 1976
- Alan Price (Polydor) 1977 – US no. 187
- England My England (Jet) 1978, (az Egyesült áéllamokban Lucky Day  címen)
- Rising Sun (Jet) 1980
- Geordie Roots & Branches (MWM Productions) 1983
- Travellin' Man (Trojan Records) 1986
- Liberty (Ariola) 1989
- Based on a True Story (Apaloosa) 2002

### Helyszíni felvételek
- Performing Price (Polydor) 1975
- A Rock'n'Roll Night at the Royal Court Theatre (Ket Records) 1980

### Másokkal közös albumok
- Fame and Price, Price and Fame: Together! Georgie Fame-mel (CBS) 1971
- Two of a Kind Rob Hoeke-kel (Polydor) 1977
- Andy Capp Trevor Peacockkal (Key Records) 1982
- Covers The Electric Blues Companyval (AP Records) 1994
- A Gigster's Life for Me with The Electric Blues Company (Indigo) 1995

### Válogatások
- This Price is Right (Parrot) 1968
- The World of Alan Price (Decca) 1970
- Geordie Boy: The Anthology (Castle Music) 2002

### Kislemezek
| Év   | Dal címe                                         | Pozíció a listán | Pozíció a listán | Pozíció a listán |
| Év   | Dal címe                                         | US               | AUS              | UK               |
| ---- | ------------------------------------------------ | ---------------- | ---------------- | ---------------- |
| 1965 | "Any Day Now"                                    |                  |                  |                  |
| 1966 | "I Put a Spell on You"                           | 80               | 35               | 9                |
| 1966 | "Hi-Lili, Hi-Lo"                                 |                  | 73               | 11               |
| 1966 | "Willow Weep for Me"                             |                  |                  | 59               |
| 1967 | "Simon Smith and the Amazing Dancing Bear"       |                  | 49               | 4                |
| 1967 | "The House That Jack Built"                      |                  | 45               | 4                |
| 1967 | "Shame"                                          |                  |                  | 45               |
| 1968 | "Don't Stop the Carnival"                        |                  |                  | 13               |
| 1968 | "When I Was a Cowboy"                            |                  |                  |                  |
| 1968 | "Love Story"                                     |                  |                  | 56               |
| 1969 | "The Trimdon Grange Explosion"                   |                  |                  |                  |
| 1969 | "Falling in Love Again"                          |                  |                  |                  |
| 1970 | "Sunshine and Rain (The Name of the Game)"       |                  |                  |                  |
| 1971 | "Rosetta" (Georgie Fame-mel)                     |                  | 91               | 11               |
| 1971 | "Follow Me" ( Georgie Fame-mel)                  |                  |                  |                  |
| 1973 | "Don't Hit Me When I'm Down" (with Georgie Fame) |                  |                  |                  |
| 1973 | "O Lucky Man!"                                   |                  |                  |                  |
| 1973 | "Poor People"                                    |                  |                  |                  |
| 1974 | "Jarrow Song"                                    |                  |                  | 6                |
| 1974 | "In Times Like These"                            |                  |                  |                  |
| 1975 | "Mama Divine"                                    |                  |                  |                  |
| 1975 | "Papers"                                         |                  |                  |                  |
| 1976 | "Goodnight Irene"                                |                  |                  |                  |
| 1976 | "Kissed Away the Night"                          |                  |                  |                  |
| 1977 | "Rainbow's End"                                  |                  |                  |                  |
| 1977 | "I Wanna Dance"                                  |                  |                  |                  |
| 1977 | "I've Been Hurt"                                 |                  |                  |                  |
| 1977 | "This Is Your Lucky Day"                         |                  |                  |                  |
| 1977 | "Meet the People"                                |                  |                  |                  |
| 1977 | "I Almost Lost My Mind" (with Rob Hoeke)         |                  |                  |                  |
| 1978 | "Just for You"                                   |                  |                  | 43               |
| 1978 | "England My England"                             |                  |                  |                  |
| 1978 | "I Love You Too"                                 |                  |                  |                  |
| 1979 | "Baby of Mine"                                   |                  |                  | 32               |
| 1980 | "The House of the Rising Sun"                    |                  |                  |                  |
| 1980 | "Love You True"                                  |                  |                  |                  |
| 1980 | "When My Little Girl Is Smiling"                 |                  |                  |                  |
| 1980 | "Beat Out Dat Rhythm on a Drum"                  |                  |                  |                  |
| 1981 | "Love Is a Miracle"                              |                  |                  |                  |
| 1981 | "Down at World's End"                            |                  |                  |                  |
| 1982 | "Time and Tide"                                  |                  |                  |                  |
| 1986 | "Jarrow Song '86"                                |                  |                  |                  |
| 1986 | "Guess Who"                                      |                  |                  |                  |
| 1986 | "Papers"                                         |                  |                  |                  |
| 1989 | "Changes"                                        |                  |                  | 54               |
| 1989 | "Liberty"                                        |                  |                  |                  |
| 1989 | "Fool's in Love"                                 |                  |                  |                  |
| 2001 | "Love Is a Miracle"                              |                  |                  |                  |